# Josef Gänsbacher
Josef Gänsbacher (* 6. Oktober 1829 in Wien; † 5. Juni 1911 ebenda) war ein österreichischer Musikpädagoge.

## Leben

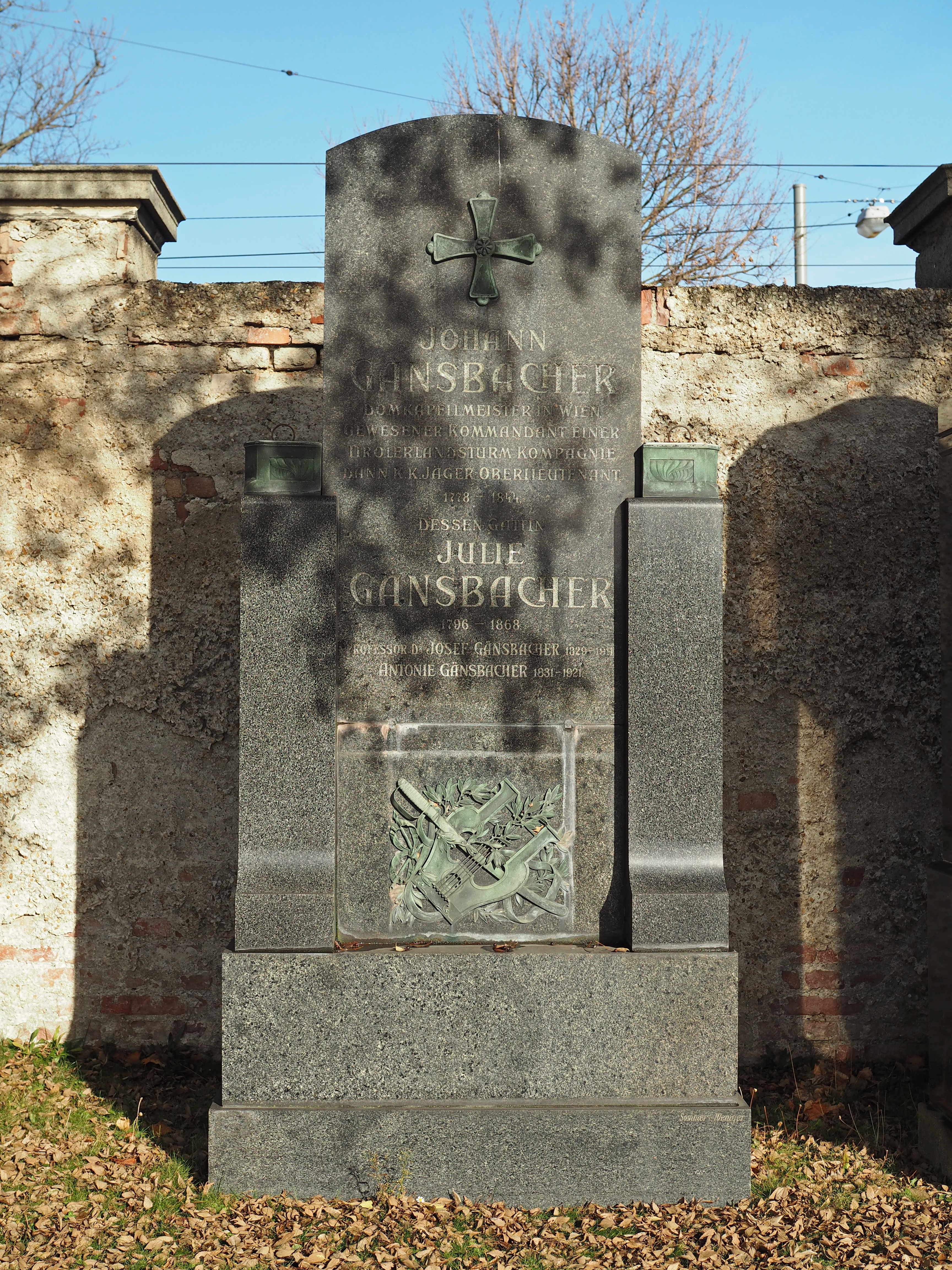
Grab von Josef Gänsbacher und seinen Eltern auf dem Wiener Zentralfriedhof

Josef Gänsbacher war der Sohn des Komponisten und Dirigenten Johann Baptist Gänsbacher. Er studierte an der Universität Wien Jus, 1855 promovierte er zum Dr. jur. Er nahm Gesangsunterricht bei Giovanni Gentiluomo und Hollup, von 1863 bis 1904 war er als Gesangslehrer am Konservatorium der Gesellschaft der Musikfreunde tätig, ab 1876 war er Professor. Zu seiner Zeit zählte er zu den angesehensten Stimmbildnern. Zu seinen Schülern gehörten u. a. Leopold Demuth, Nikolaus Rothmühl und Marie Wilt. Sein Assistent Franz Haböck wurde 1899 sein Nachfolger als Gesangslehrer am Konservatorium.
Johannes Brahms widmete ihm seine Cellosonate Nr. 1 in e-moll.
Gänsbachers Grab befindet sich auf dem Wiener Zentralfriedhof (Gruppe 0, Reihe 1, Nummer 61) neben demjenigen seines Vaters.

## Schüler (Auswahl)
- Milka Ternina
- Riza Eibenschütz
- Alexander Haydter
- Oskar von Lauppert
- Alfred Oberländer
- Pennarini
- Fritz Plank
- Fanchette Verhunc